# Vrsno (Horvátország)
Vrsno (olaszul: Ursino) falu Horvátországban Šibenik-Knin megyében. Közigazgatásilag Šibenikhez tartozik.

## Fekvése
Šibeniktől légvonalban 17, közúton 22 km-re délkeletre, Dalmácia középső részén, a keleti megyehatár közelében fekszik.

## Története
A település határában emelkedő Sveti Ivan hegyen feltárt falmaradványok és cseréptöredékek alapján a szakemberek arra következtetnek, hogy itt már a történelem előtt, de a késő ókortól fogva mindenképpen egy erődített emberi település állt. A Sveti Ivan del Tyronak nevezett erőd falain belül egy templom is állt, melyet a történeti források szerint valószínűleg 1380 körül építtetett a Dragoević család. Az egykori templom falain belül egy nagy méretű, kereszttel díszített monolit sírkőlap is előkerült. Ez alapján és a mai Szent Illés templomban az oltár mellett található oszlopfő alapján arra következtetnek, hogy itt a 6. század körül egy bizánci bazilika is állt. A várat és a középkori templomot valószínűleg a török rombolta le, mely a környék falvaival együtt a 16. század közepén foglalta el a települést és a 17. század végéig uralma alatt maradt. A török kiűzése után velencei uralom következett. 1797-ben a Velencei Köztársaság megszűnésével a Habsburg Birodalom része lett. 1806-ban Napóleon csapatai foglalták el és 1813-ig francia uralom alatt állt. Napóleon bukása után ismét Habsburg uralom következett, mely az első világháború végéig tartott. A falunak 1880-ban 171, 1910-ben 237 lakosa volt. Az első világháború után rövid ideig az Olasz Királyság, ezután a Szerb-Horvát-Szlovén Királyság, majd Jugoszlávia része lett. A ljubitovicai plébániához tartozott, majd 1934-től az újonnan alapított borajai plébánia része lett. Lakossága mezőgazdaságból, szőlőtermesztésből élt. A délszláv háború során a település mindvégig horvát kézen volt. 2011-ben 67 lakosa volt.

## Lakosság
| Lakosság változása | Lakosság változása | Lakosság változása | Lakosság változása | Lakosság változása | Lakosság változása | Lakosság változása | Lakosság változása | Lakosság változása | Lakosság változása | Lakosság változása | Lakosság változása | Lakosság változása | Lakosság változása | Lakosság változása | Lakosság változása |
| ------------------ | ------------------ | ------------------ | ------------------ | ------------------ | ------------------ | ------------------ | ------------------ | ------------------ | ------------------ | ------------------ | ------------------ | ------------------ | ------------------ | ------------------ | ------------------ |
| 1857               | 1869               | 1880               | 1890               | 1900               | 1910               | 1921               | 1931               | 1948               | 1953               | 1961               | 1971               | 1981               | 1991               | 2001               | 2011               |
| 0                  | 0                  | 171                | 197                | 202                | 237                | 208                | 302                | 322                | 369                | 443                | 412                | 294                | 177                | 111                | 67                 |

## Nevezetességei
Szent Illés próféta tiszteletére szentelt római katolikus temploma. A templom kőből épített egyszerű, egyhajós épület. Homlokzatán bejárata mellett két félköríves ablak, felette nyolcágú rózsaablak látható. oromzatán áll a pengefalú harangtorony, benne két haranggal. A templom körül temető található.